# Eulepidotis chloris
Eulepidotis chloris är en fjärilsart som beskrevs av Bar 1876. Eulepidotis chloris ingår i släktet Eulepidotis och familjen nattflyn. Inga underarter finns listade i Catalogue of Life.